# Giancarlo Ferrari
Giancarlo Ferrari (* 22. Oktober 1942 in Abbiategrasso) ist ein italienischer Bogenschütze, der von 1972 bis 1988 insgesamt fünfmal an Olympischen Spielen teilnahm.
Der nur 1,66 m große Ferrari nahm im Alter von fast dreißig Jahren erstmals an Olympischen Spielen teil, da erst 1972 das Bogenschießen nach 52 Jahren Unterbrechung wieder auf dem olympischen Programm stand. Nach seinem 33. Platz 1972 war er vier Jahre später bei den Olympischen Spielen in Montreal erfolgreicher und gewann Bronze. Bei der Weltmeisterschaft 1977 wurde Ferrari mit der Mannschaft Zweiter. 1980 in Moskau konnte Ferrari erneut eine olympische Bronzemedaille gewinnen. In Los Angeles bei den Olympischen Spielen erreichte er nur Platz 25. Nachdem Ferrari bei den ersten olympischen Wettbewerben nach 52-jähriger Pause teilgenommen hatte, nahm er 16 Jahre später bei den Olympischen Spielen in Seoul auch am ersten olympischen Mannschaftswettbewerb nach 68 Jahren teil und belegte mit seiner Mannschaft den neunten Rang, im Einzelwettbewerb erreichte er wie bei seinem olympischen Debüt nicht die Runde der letzten 32.